# تنور زمینی

تنور زمینی، یا اجاق سنگی(انگلیسی: Earth oven) یک گودال است که با استفاده از آتش غذا را در آن می‌پزند. این نوع اجاق از دوره‌های تاریخی بسیار کهن کاربرد دارد. با چیدن چند تکه سنگ با اندازه های مناسب در اطراف آتش می سازند. چیدن سنگها می تواند تشکیل قاعده یک دایره ویا هر شکل هندسی میان تهی دیگری را بدهد. منظور از چیدن قطعات سنگ بدور آتش،ایجاد تکیه گاهی برای قرار دادن سیخ ویا دیگ خوراک پزی است. استفاده از این روش برای ساخت اجاقی نسبتاً موقت ، قدمتی طولانی دارد؛ اما همچنان در زندگی کوچ نشینی و اردوگاهای پیشاهنگی و مانند اینها مصرف دارد.

## آسیا
قوم هاکا از چین داخل تولو زندگی میکنند و از اجاق سنگی استفاده میکرده اند.